# 어 프렌드 인 런던
어 프렌드 인 런던(A Friend in London)는 덴마크의 음악 그룹이다. 유로비전 송 콘테스트 2011에서 덴마크 대표로 참가했다.

## 구성원
- 아스케 담 브라밍 (Aske Damm Bramming)
- 에스벤 스바네 (Esben Svane)
- 세바스티안 빈테르 올센 (Sebastian Vinther Olsen)
- 팀 슈 (Tim Schou)
- 예스페르 마센 (Jesper Madsen)
- 요한 예르겐센 (Johan Jørgensen)
- 토마스 두스(Thomas Duus)

## 디스코그래피

### 음반
- Smukfest 2012 (live)
- Unite

### EP
- A Friend in London EP